# Isle of Bute
Isle of Bute eller Bute (skotsk gaeliska: Eilean Bhòid) är  en ö i fjorden Firth of Clyde på västkusten i Argyll and Bute, Skottland, Storbritannien, den nordvästra delen av landet, 600 km nordväst om huvudstaden London.. Arean är 124 kvadratkilometer. Ön har en areal av 122,17 km², och är därmed nummer 13 i storleksordning i Skottland. Det finns en färjeförbindelse från den största tätorten Rothesay till huvudön Storbritannien. 
Bute skiljs från Argylls kust av det trånga sundet Kyles of Bute.
Befolkningstalet var 7288 år 2001. 
Terrängen på Isle of Bute är lite kuperad. Öns högsta punkt är 275 meter över havet. Den sträcker sig 22,9 kilometer i nord-sydlig riktning, och 13,8 kilometer i öst-västlig riktning.  Trakten runt Isle of Bute består i huvudsak av gräsmarker.
Följande samhällen finns på Isle of Bute:
- Rothesay
- Port Bannatyne
- Kerrycroy
- Kingarth
- Meikle Kilchattan Butts
- St Colmac

Klimatet i området är tempererat. Årsmedeltemperaturen i trakten är 6 °C. Den varmaste månaden är augusti, då medeltemperaturen är 12 °C, och den kallaste är februari, med 2 °C.